# أملوداوية
الأملوداوية (الاسم العلمي: Rhipsalideae) هي قبيلة من النباتات تتبع الفصيلة الصبارية من رتبة القرنفليات.

## أجناس الأملوداوية
- الأملودية - 52 نوعاً مقبولاً
- الهتيورة - 8 أنواع مقبولة
- الحرفشانة - 8 أنواع مقبولة
- الشلمبرجيرة - 7 أنواع مقبولة